# Luis Pérez-Sala
Luis Pérez-Sala Valls-Taberner (Barcellona, 15 maggio 1959) è un ex pilota automobilistico spagnolo, che ha gareggiato anche in Formula 1.

## Carriera
Nel 1976 inizia la sua carriera sportiva con il karting. Dopo aver disputato diversi campionati a livello nazionale e poi europeo, nel 1986 e nel 1987 corre nella International Formula 3000, piazzandosi al secondo posto in classifica nel 1987.
Nel 1988 passa in Formula 1 alla guida di una Minardi, prima con il connazionale Adrián Campos e poi con Pierluigi Martini come compagni di squadra; nel suo primo anno prende il via in 14 occasioni senza far segnare punti iridati e ottenendo come miglior risultato un ottavo posto in Portogallo. Viene confermato anche per il 1989, nuovamente in coppia con Martini; nella stagione riesce ad ottenere un punto arrivando sesto nel GP di Gran Bretagna, risultato che gli vale la 28ª posizione nella classifica finale.
Lasciata la Formula 1, la sua carriera agonistica continua nel campionato spagnolo turismo, categoria in cui si laurea campione nel 1991 e nel 1993; dopo aver ottenuto altri trofei come la coppa di Spagna GTB nel 2003 e nel 2004, partecipa al campionato GT spagnolo fino al 2008.
Dal 2011 è consulente della scuderia HRT, di cui diviene team principal sostituendo Colin Kolles alla fine della stagione.

## Risultati in Formula 1
| 1988 | Scuderia | Vettura |     |    |     |    |    |     |    |     |    |    |    |     |   |    |    |     |  | Punti | Pos. |
| ---- | -------- | ------- | --- | -- | --- | -- | -- | --- | -- | --- | -- | -- | -- | --- | - | -- | -- | --- |  | ----- | ---- |
| 1988 | Minardi  | M188    | Rit | 11 | Rit | 11 | 13 | Rit | NC | Rit | NQ | 10 | NQ | Rit | 8 | 12 | 15 | Rit |  | 0     |      |

| 1989 | Scuderia | Vettura      |     |     |     |    |     |     |    |   |    |     |    |   |    |     |     |    |  | Punti | Pos. |
| ---- | -------- | ------------ | --- | --- | --- | -- | --- | --- | -- | - | -- | --- | -- | - | -- | --- | --- | -- |  | ----- | ---- |
| 1989 | Minardi  | M188B / M189 | Rit | Rit | Rit | NQ | Rit | Rit | NQ | 6 | NQ | Rit | 15 | 8 | 12 | Rit | Rit | NQ |  | 1     | 28º  |

| Legenda | 1º posto     | 2º posto | 3º posto    | A punti         | Senza punti/Non class.  | Grassetto – Pole position Corsivo – Giro più veloce |
| Legenda | Squalificato | Ritirato | Non partito | Non qualificato | Solo prove/Terzo pilota | Grassetto – Pole position Corsivo – Giro più veloce |